# Valley City (Dakota del Nord)
Valley City és una població dels Estats Units a l'estat de Dakota del Nord. Segons el cens del 2000 tenia 6.826 habitants.

## Demografia
Segons el cens del 2000, Valley City tenia 6.826 habitants, 2.996 habitatges, i 1.668 famílies. La densitat de població era de 796,2 hab./km².
Dels 2.996 habitatges en un 23,3% hi vivien nens de menys de 18 anys, en un 44,6% hi vivien parelles casades, en un 8,1% dones solteres, i en un 44,3% no eren unitats familiars. En el 38,3% dels habitatges hi vivien persones soles el 19,6% de les quals corresponia a persones de 65 anys o més que vivien soles. El nombre mitjà de persones vivint en cada habitatge era de 2,09 i el nombre mitjà de persones que vivien en cada família era de 2,77.
Per edats la població es repartia de la següent manera: un 18,8% tenia menys de 18 anys, un 15,3% entre 18 i 24, un 21,4% entre 25 i 44, un 21,4% de 45 a 60 i un 23,1% 65 anys o més.
L'edat mediana era de 41 anys. Per cada 100 dones de 18 o més anys hi havia 87,5 homes.
La renda mediana per habitatge era de 28.050 $ i la renda mediana per família de 41.604 $. Els homes tenien una renda mediana de 30.035 $ mentre que les dones 17.667 $. La renda per capita de la població era de 16.257 $. Entorn del 5,5% de les famílies i el 12,4% de la població estaven per davall del llindar de pobresa.

## Poblacions més properes
El següent diagrama mostra les poblacions més properes.